# Now You’re Gone – The Album
A Now You’re Gone – The Album Basshunter ötödik, 2006. augusztus 28-án megjelent albuma.

## Dallista
| 1.  | Now You’re Gone (feat. DJ Mental Theo's Bazzheadz) | Jonas Altberg                   | 2:30 |
| 2.  | All I Ever Wanted                                  | Jonas Altberg                   | 2:58 |
| 3.  | Please Don’t Go                                    | Harry Wayne Casey Richard Finch | 2:50 |
| 4.  | I Miss You                                         | Jake Schulze Rami Yaacoub       | 3:47 |
| 5.  | Angel in the Night                                 | Jonas Altberg                   | 3:23 |
| 6.  | In Her Eyes                                        | Jonas Altberg                   | 3:14 |
| 7.  | Love You More                                      | Paul Carnell Lucia Holm         | 3:52 |
| 8.  | Camilla                                            | Jonas Altberg                   | 3:16 |
| 9.  | Dream Girl                                         | Jonas Altberg                   | 4:28 |
| 10. | I Can Walk on Water                                | Jonas Altberg                   | 3:46 |
| 11. | Bass Creator                                       | Jonas Altberg                   | 5:02 |
| 12. | Russia Privjet                                     | Jonas Altberg                   | 4:05 |

| 13. | Boten Anna                          | Jonas Altberg                       | 3:29 |
| 14. | DotA                                | David Le Roy Jean-Christophe Belval | 3:22 |
| 15. | Now You’re Gone (Fonzerelli Edit)   | Jonas Altberg                       | 3:15 |
| 16. | All I Ever Wanted (Fonzerelli Edit) | Jonas Altberg                       | 2:34 |

## Helyezések

### Albumlistás helyezések
| Lista (2008/2009)                                     | Legjobb helyezés |
| ----------------------------------------------------- | ---------------- |
| Ausztria (Ö3 Austria Top 40)                          | 17               |
| Belgium (Ultratop Vallónia)                           | 31               |
| Finnország (Musiikkituottajat Albumit Top 50)         | 35               |
| Franciaország (SNEP Album Top 100)                    | 36               |
| Írország (IRMA)                                       | 1                |
| Új-Zéland (Recorded Music NZ Top 40 Albums)           | 1                |
| Lengyelország (ZPAV Album Top 50)                     | 43               |
| Hollandia (Dutch Charts Album Top 100)                | 66               |
| Norvégia (VG-lista Album Top 40)                      | 19               |
| Svájc (Schweizer Hitparade Top 100 Albums)            | 32               |
| Svédország (Sverigetopplistan Top 60 Albums)          | 38               |
| Egyesült Királyság (UK Albums Chart)                  | 1                |
| Egyesült Államok (Billboard, Dance/Electronic Albums) | 14               |
| Egyesült Államok (Billboard, Heatseekers Albums)      | 45               |
| Európa (Billboard, European Albums)                   | 6                |

| Lista (2008)                                 | Helyezés |
| -------------------------------------------- | -------- |
| Egyesült Királyság (Official Charts Company) | 45       |

| Lista (2009)                  | Helyezés |
| ----------------------------- | -------- |
| Új-Zéland (Recorded Music NZ) | 14       |

## Külső hivatkozások
- Hivatalos honlap